# Des héros ordinaires : Les portes du ciel
Pour plus de détails, voir Fiche technique et Distribution.
Des héros ordinaires : Les portes du ciel est un téléfilm français de Denys Granier-Deferre diffusé en 1993.

## Synopsis
un homme d'affaires porte assistance a un couple et crée des ennuis.

## Fiche technique
- Titre : Des héros ordinaires : Les portes du ciel
- Réalisateur : Denys Granier-Deferre
- Scénariste : Alain Robillard, Dominique Roulet, Olivier Massart, Gilles Taurand
- Musique du film : Éric Demarsan
- Directeur de la photographie : Dominique Chapuis
- Montage : Bernardette Martin
- Distribution des rôles : Françoise Combadière
- Décorateur de plateau : Errol Kelly, Roseanna Sacco
- Création des costumes : Brigitte Faur-Perdigou
- Sociétés de production : Cléo 24, France 3 Cinéma, M6 Métropole Télévision, Raspail & Associés, Télévision Suisse-Romande, Via le monde
- Pays d'origine : France
- Genre : Film dramatique
- Date de diffusion : 23 octobre 1993

## Distribution
- Thierry Fortineau : Clerval
- Brigitte Roüan : Verdier
- François Berléand : Henri de Lombard